# Gyorsvonati pótjegy

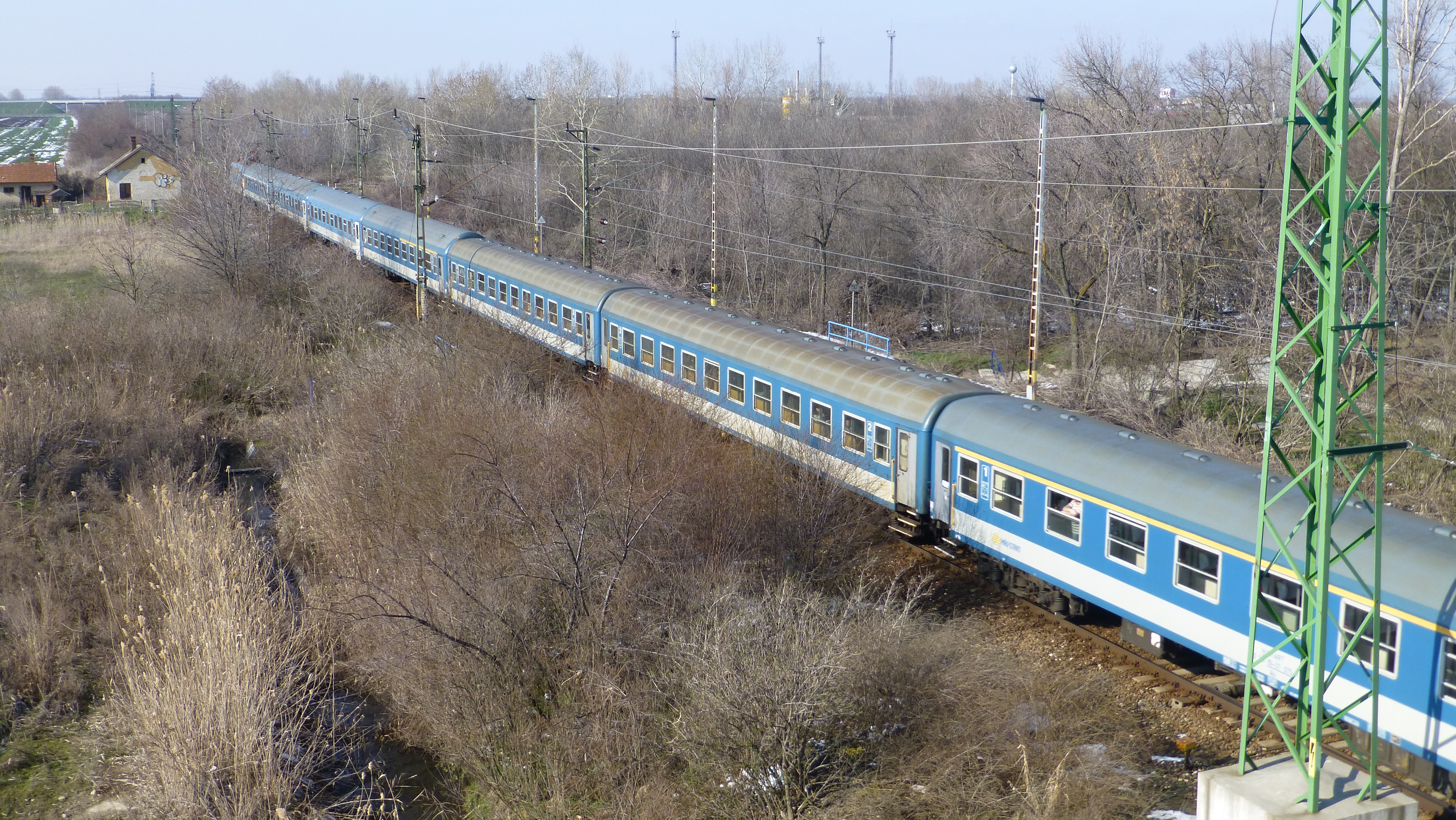
Jellemző gyorsvonati kocsik a MÁV-Start flottájából

A gyorsvonati pótjegy a sebes- és gyorsvonatokon utazó utasokra kivetett felár volt, amely először az 1990-es évek elejéig, a belföldi intercity forgalom elindulásáig volt érvényben a magyarországi gyorsvonatokon, majd 2013. május 15-től ismét bevezették. 2022. december 11-e óta már egyetlen vonaton sem használták. A tarifareform bevezetésének évében, 2023. július 1-jétől teljesen megszűnt.

## Előzmények
A gyorsvonati pótjegy a gyorsvonati szolgáltatás indulásától az 1990-es évek elejéig volt érvényben, amely az alábbi előnyöket biztosította az utasok számára:
- rövidebb menetidő, megállás csak a nagyobb településeken
- kényelmesebb, fülkés elrendezésű személykocsik
- modernebb utastér (fénycső világítás, újabb kocsiknál légfűtés, táv-ajtózárás)
- magasabb komfortfokozatú utastér (képek és/vagy tükör a fülkékben, külön kézmosófülke, fülkénként szabályozható világítás és fűtés, 1. osztályon függöny, fejtámlahuzat)

1991. június 2-án indult meg az InterCity szolgáltatás a Magyar Államvasutak vonalain, ami jelentős változásokat hozott. A belföldi távolsági személyszállítás legmagasabb színvonalát az expresszek helyett már az InterCity vonatok jelentették, amelyek a korábbihoz képest komfortosabb szolgáltatást nyújtottak, emiatt a díjszabást módosítani kellett. A tarifareform koncepciója szerint felárat csak a minőségi távolsági szegmensben kellett fizetni, ami az IC vonatoknál pót- és helyjegyet, az expresszvonatoknál pedig helyjegyet jelentett. Ennek következményeként az alap távolsági szegmensbe tartozó gyorsvonatok felármentessé váltak. Ez az elv 2013 tavaszáig tartott, amikor ismét felárassá váltak a gyors és egyes sebesvonatok.

## 2013-as ismételt bevezetés
Magyarországon a vasúti közlekedést igénybe vevő utasok több mint a fele vált teljes árú jegyet, a maradék valamilyen szociálpolitikai kedvezményre jogosult. Jelentős kedvezményt kapnak a diákok, a 26 éven aluliak (csak hétvégén), a nagycsaládosok. Ezenkívül Európában egyedülálló módon mindazon 65 év felettiek, akik bármely európai uniós tagország állampolgárai, díjmentesen utazhatnak. A gyorsvonati pótjegy árára a menetjegyekkel ellentétben nem érvényes semmilyen kedvezmény.
A gyorsvonati pótjegy fő célja, hogy extra bevételt biztosítson, amivel a korábbiaknál nagyobb mértékben folytatható a járműpark megújítása. A pótjegy bevezetése óta sorra készülnek el a felújított gyorsvonati kocsik, emellett Ausztriából is érkeztek használt kocsik.
A tarifareform évek óta napirenden van, azonban a díjmentesen utazók kedvezményét érintetlenül hagyták.
2020. szeptember 28-tól a Székesfehérvárt és a Balatont érintő vasútvonalakon, 2021. április 11-től a Dombóvárt és Békéscsabát érintő vasútvonalakon, 2022. december 11-től a Szegedet és Debrecent érintő vasútvonalakon is eltörölték a gyorsvonati pótjegyet, ezzel megszűnt az utolsó gyorsvonati pótjegy köteles szerelvény.
2023. július 1-jétől az intercity pótjegy mellett a gyorsvonati pótjegyet is törölték a díjszabásból.

## Társadalmi visszhang
Bevezetésekor a rendszert számos kritika érte, mivel míg korábban a gyorsvonati pótjegy a személy és sebesvonatokhoz képest magasabb komfortfokozatot biztosított, addig a bevezetett pótjegy a személyvonatokhoz képest csak a gyorsabb utazási időt, és semmilyen minőségi szintet nem garantál, tehát a gyorsvonati pótjegy köteles vonatok felújított gyorsvonati kocsi helyett régebbiekkel, valamint személyvonati motorvonatokkal vagy személykocsikkal is kiadhaták.
Felháborodást keltett az is, hogy az európai és a parlamenti képviselők az eredeti tervezet szerint pótjegymentesen utazhattak volna. Később, 2013. május 3-án ezt a kedvezményt visszavonták.
A MÁV-Start a gyorsvonati pótjegy újbóli bevezetését 2013. május 1-jén jelentette be, mellyel ugyan teljesítette azt a kötelezettségét, mi szerint a változtatásokat 15 nappal előre be kell jelenteni, azonban a közleményt késő este, lapzárta után tette közzé.
Később a sebesvonatok felármentességet kaptak azokon a szakaszokon, ahol a járat minden állomáson és megállóhelyen megállt.

## Pótjegyköteles vonatok
Alapvetően a legalább három megyét érintő, minimum 100 km távot megtevő sebes és gyorsvonatok lettek pótjegykötelesek, amire a menetrendkönyvben félkövérrel szedett időadatok hívták fel a figyelmet, míg az Elvira és a Vonatinfó rendszerekben P betű utalt a gyorsvonati pótjegyre. A sebesvonatoknál a lábjegyzetben volt van tüntetve, hogy mely szakaszon vehetők igénybe felármentesen, viszont aki a megadott szakaszon kívül kezdete meg, vagy fejezte be az utazást, annak a teljes útvonalra meg kellett váltani a pótjegyet.

## Árak
A Nemzeti Fejlesztési Minisztérium sajtóközleménye szerint a teljes (autóbuszos és vasúti) felárrendszertől összesen 1,5–2 milliárd forintos bevételt vártak 2013-ban. Az így befolyó plusz bevétel lehetőséget biztosított a kocsifelújítási program folytatására, ennek köszönhetően egyre több jó állapotú jármű közlekedhetett ebben a szegmensben.
A gyorsvonati pótjegy ára a kocsiosztálytól és a jegyvásárlás időpontjától nem függött, ezek árát a megtett távolság határozta meg.

## Pótjegymentesség
Gyorsvonati pótjegy megváltása nélkül utazhatott:
- a nemzetközi menetjeggyel rendelkező utas,
- a FIP (nemzetközi menetkedvezményi egyezség) okmánnyal rendelkező utas,
- a havi vagy félhavi bérlettel, 30 napos bérlettel rendelkező utas (kivéve Budapest bérletek),
- az 1 és 2 számjeggyel kezdődő sorszámú vasúti utazási igazolvánnyal  és az „A” és „B” sorozatú ideiglenes vasúti utazási igazolvánnyal rendelkező utas,
- a felmutatóra szóló szabadjeggyel és vasutas IC kártyával rendelkező utas,
- a 3 éven aluli gyermek, ha külön ülőhelyet nem foglal el,
- a hadirokkantak utazási kedvezményére jogosult,
- a START Klub, START Klub Bónusz, START Klub VIP vagy START Klub Prémium kártyával rendelkező utasok, továbbá azok, akik a kártyabirtokosokkal szombaton utaznak együtt (ún. szombati kedvezmény),
- Balaton Mix jeggyel rendelkező utas (a kapcsolódó 50%-os alkalmi menettérti jegy esetében az utas nem mentesül a gyorsvonati pótjegy megváltása alól!).

Nem kellett gyorsvonati pótjegyet vásárolniuk azoknak az utasoknak sem, akik olyan szakaszon utaztak, ahol a vonat felármentes volt.